# Plesispa
Plesispa is een geslacht van kevers uit de familie bladkevers (Chrysomelidae).
De wetenschappelijke naam van het geslacht werd in 1875 gepubliceerd door Félicien Chapuis.

## Soorten
- Plesispa hagensis Gressitt, 1960
- Plesispa korthalsiae Gressitt, 1963
- Plesispa montana Gressitt, 1960
- Plesispa palmarum Gressitt, 1960
- Plesispa palmella Gressitt, 1963
- Plesispa reichei (Chapuis, 1875)
- Plesispa ruficollis Spaeth, 1936
- Plesispa saccharivora Gressitt, 1957